# Courtney Alexander
Pour les articles homonymes, voir Alexander.
Courtney Jason Alexander, né le 27 avril 1977 à Bridgeport au Connecticut est un joueur américain de basket-ball, notamment en NBA. Il évolue au poste de meneur.

## Biographie
À sa sortie du lycée "C. E. Jordan" à Durham, Caroline du Nord, Alexander intègre l'université d'État de Fresno. Il est sélectionné par le Magic d'Orlando au 13e rang de la draft 2000; ses droits sont transférés aux Mavericks de Dallas le même jour. Il joue quelques matchs pour les Mavericks avant d'être transféré durant sa saison rookie aux Washington Wizards où il évolue jusqu'en 2002. Il est nommé dans la All-Rookie Second Team. Il est transféré à l'intersaison aux New Orleans Hornets. Il signe par la suite un contrat avec les Sacramento Kings, mais est évincé avant de pouvoir jouer une seule rencontre. Le 8 octobre 2006, Alexander signe un contrat avec les Nuggets de Denver après 3 ans d'absence dans la ligue, mais il est écarté de nouveau le 15 octobre.